# Yuya Oikawa
Yuya Oikawa –en japonés, 及川佑, Oikawa Yuya– (Ikeda, 16 de enero de 1981) es un deportista japonés que compitió en patinaje de velocidad sobre hielo.
Ganó una medalla de plata en el Campeonato Mundial de Patinaje de Velocidad sobre Hielo en Distancia Individual de 2007, en la prueba de 500 m. Participó en tres Juegos Olímpicos de Invierno, entre los años 2006 y 2014, ocupando el cuarto lugar en Turín 2006, en la misma prueba.

## Palmarés internacional
| Campeonato Mundial en Distancia Individual | Campeonato Mundial en Distancia Individual | Campeonato Mundial en Distancia Individual | Campeonato Mundial en Distancia Individual |
| Año                                        | Lugar                                      | Medalla                                    | Prueba                                     |
| ------------------------------------------ | ------------------------------------------ | ------------------------------------------ | ------------------------------------------ |
| 2007                                       | Salt Lake City (Estados Unidos)            | Medalla de plata                           | 500 m                                      |